# 8446 Tazieff
8446 Tazieff è un asteroide della fascia principale. Scoperto nel 1973, presenta un'orbita caratterizzata da un semiasse maggiore pari a 2,4268899 UA e da un'eccentricità di 0,1951567, inclinata di 1,78898° rispetto all'eclittica.